# YTV
YTV是加拿大一个甲類英語收費電視頻道，母公司為康力斯娛樂，目標觀眾群為少年儿童及其家庭，播放的節目包括《反斗家族》、《海綿寶寶》和《銀河探險隊》等。YTV的訊號分為加東版和加西版，後者的節目較前者順延三小時播出，以配合東岸和西岸的三小時時差。截至2013年，加拿大全國逾1100萬戶可接收此頻道。

## 歷史
1980年代中期，加拿大數間有線電視供應商和少兒電視節目製作公司組成YTV加拿大有限公司，並向加拿大視訊委員會（CRTC）申請牌照以營運一條針對少年儿童及其家庭的全國性英語收費電視頻道。該公司於1987年12月1日獲CRTC發牌，而YTV則於1988年9月1日啓播。YTV加拿大有限公司的主要股東為CUC有限公司和羅渣士有線電視；該兩間有線電視供應商各自持有YTV的25.4%表決權股份。
蕭氏通訊於1995年收購CUC有限公司，並增持YTV股權至34.3%；到了1998年蕭氏已購入其他股東的YTV股權並全權操控該頻道。蕭氏於1998年9月宣佈將旗下的地區電台及收費電視頻道業務分拆為新成立的康力斯娛樂，YTV自此隸屬康力斯。

## 節目
YTV的節目表以少年及兒童節目為重點，當中部分節目針對此觀眾層面中較年長的一部分（如《超人前傳》等劇集的重播）。此頻道啓播初期曾於晚間黃金時段和深夜時段播放來自英國的處境喜劇（如《首相你想點》），但後來則停止。YTV亦有播放日本動畫，並是北美首間播放《美少女戰士》的電視台。此外在康力斯於2009年創立加拿大版尼克羅頓頻道前，該頻道節目在加拿大境内主要於YTV播放。